# Puente del río Sidu
El Puente del río Sidu o Puente Siduhe (en inglés: Sidu River Bridge, Siduhe Bridge; chino: 四 渡河 特 大桥) es un puente colgante para el tránsito vehicular de 1222 m de largo que cruza el valle del río Sidu cerca de Yesanguan en el condado de Badong de la Provincia de Hubei, en la República Popular de China. El puente fue diseñado por CCSHCC Second Highway Consultants Company, Ltd. y supuso un costo de 720 millones de yuanes (alrededor de 90 mill. €). Fue abierto al tráfico el 15 de noviembre de 2009, y se convirtió en el puente con el vano más alto del mundo hasta 2016, cuando fue inaugurado el puente Duge, con un vano de 564 m de altura, también en China.

## Datos
El puente forma parte de la nueva vía expresa G50 Huyu paralela a la Nacional G318 de China, una ruta este-oeste entre Shanghái y Chengdu, que cruza el ancho cinturón de montañas que separan la cuenca de Sichuan de las tierras bajas del este de Hubei. El río Yangtze atraviesa la misma cadena montañosa a unos 50 km hacia el norte, formando las famosas Tres Gargantas. El ferrocarril Yichang−Wanzhou, terminado en 2010 y que corre paralelo a la autopista, ha sido descrito como la línea de ferrocarril más difícil de construir y más cara de toda China.
El puente se eleva a 496 m de altura sobre el valle del río Sidu (un afluente por la izquierda del río Qingjiang), y superó al Royal Gorge Bridge y al puente Beipan Guanxing como el puente más alto del mundo.